# Demografía de Turquía

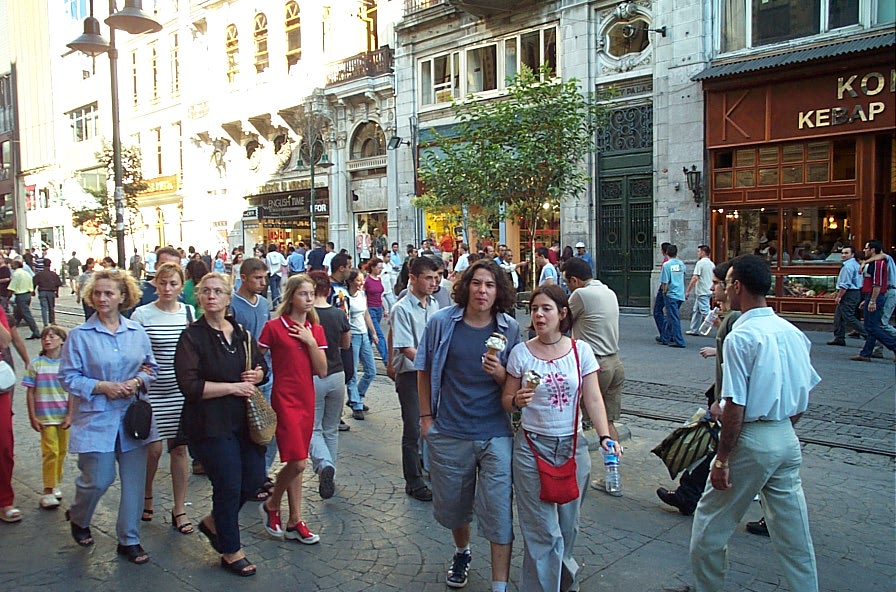
Avenida de İstiklal en el distrito Beyoğlu de Estambul.

La mayoría de la población (65%) se consideran turcos, cuyo idioma es originario de Asia Central y fue llevado a Anatolia por pueblos de habla túrquica. Los turcos son el grupo étnico más grande y representan entre el 70% y el 75% de la población, mientras que los kurdos son el segundo grupo más grande con un 19%. Los demás, incluidos armenios, árabes, asirios, albaneses, bosnios, circasianos, chechenos, georgianos, pomacos, romaníes y laz, representan entre el 6% y el 11% de la población, según la estimación de la CIA de 2016.

## Evolución de la población
| Año  | Población (31 de diciembre) | Evolución |
| ---- | --------------------------- | --------- |
| 2013 | 76 667 864                  |           |
| 2014 | 77 695 904                  | + 1,34 %  |
| 2015 | 78 741 053                  | + 1,35 %  |
| 2016 | 79 814 871                  | + 1,36 %  |
| 2017 | 80 810 525                  | + 1,25 %  |
| 2018 | 82 003 882                  | + 1,48 %  |
| 2019 | 83 154 997                  | + 1,40 %  |
| 2020 | 83 614 362                  | + 0,55 %  |
| 2021 | 84 680 273                  | + 1,27 %  |
| 2022 | 85 279 553                  | + 0,71 %  |
| 2023 | 85 372 377                  | + 0,11 %  |

## Estadística vitales

### Nacimientos y muertes registrados
|      | Población (31.12.) | Nacimientos | Muertes | Cambio natural | Tasa de nacimiento (por 1000) | Tasa de muerte (por 1000) | Cambio natural (por 1000) | Migración bruta (por 1000) | Fertilidad |
| ---- | ------------------ | ----------- | ------- | -------------- | ----------------------------- | ------------------------- | ------------------------- | -------------------------- | ---------- |
| 1990 |                    | 1,392,000   | 388,000 | 1,004,000      |                               |                           |                           |                            | 3.11       |
| 1991 |                    | 1,390,000   | 391,000 | 999,000        |                               |                           |                           |                            | 3.02       |
| 1992 |                    | 1,388,000   | 394,000 | 994,000        |                               |                           |                           |                            | 2.94       |
| 1993 |                    | 1,385,000   | 396,000 | 989,000        |                               |                           |                           |                            | 2.87       |
| 1994 |                    | 1,372,000   | 399,000 | 973,000        |                               |                           |                           |                            | 2.81       |
| 1995 |                    | 1,368,000   | 402,000 | 966,000        |                               |                           |                           |                            | 2.76       |
| 1996 |                    | 1,386,000   | 419,000 | 967,000        |                               |                           |                           |                            | 2.70       |
| 1997 |                    | 1,317,000   | 424,000 | 893,000        |                               |                           |                           |                            | 2.66       |
| 1998 |                    | 1,318,000   | 426,000 | 892,000        |                               |                           |                           |                            | 2.61       |
| 1999 |                    | 1,313,000   | 427,000 | 886,000        |                               |                           |                           |                            | 2.56       |
| 2000 |                    | 1,307,000   | 422,000 | 885,000        |                               |                           |                           |                            | 2.50       |
| 2001 |                    | 1,323,341   | 175,137 | 1,148,204      | 20.3                          |                           |                           |                            | 2.38       |
| 2002 |                    | 1,229,555   | 175,434 | 1,054,121      | 18.6                          |                           |                           |                            | 2.40       |
| 2003 |                    | 1,198,927   | 184,330 | 1,014,597      | 17.9                          |                           |                           |                            | 2.35       |
| 2004 |                    | 1,222,484   | 187,086 | 1,035,398      | 18.1                          |                           |                           |                            | 2.31       |
| 2005 |                    | 1,244,041   | 197,520 | 1,046,521      | 18.2                          |                           |                           |                            | 2.27       |
| 2006 |                    | 1,255,432   | 210,146 | 1,045,286      | 18.1                          |                           |                           |                            | 2.24       |
| 2007 | 70,586,256         | 1,289,992   | 212,731 | 1,077,261      | 18.3                          | 3.0                       | 15.3                      |                            | 2.21       |
| 2008 | 71,517,100         | 1,295,511   | 215,562 | 1,079,949      | 18.1                          | 3.0                       | 15.1                      | -2.1                       | 2.19       |
| 2009 | 72,561,312         | 1,266,751   | 369,703 | 897,048        | 17.6                          | 5.1                       | 12.5                      | 2.0                        | 2.10       |
| 2010 | 73,722,988         | 1,261,169   | 366,471 | 894,698        | 17.2                          | 5.0                       | 12.2                      | 3.6                        | 2.08       |
| 2011 | 74,724,269         | 1,252,812   | 376,162 | 876,650        | 16.9                          | 5.1                       | 11.8                      | 1.7                        | 2.05       |
| 2012 | 75,627,384         | 1,294,605   | 376,520 | 918,085        | 17.2                          | 5.0                       | 12.2                      | -0.2                       | 2.11       |
| 2013 | 76,667,864         | 1,297,505   | 373,041 | 924,464        | 17.0                          | 4.9                       | 12.1                      | 1.5                        | 2.11       |
| 2014 | 77,695,904         | 1,351,088   | 391,091 | 959,997        | 17.5                          | 5.1                       | 12.4                      | 0.9                        | 2.19       |
| 2015 | 78,741,053         | 1,336,908   | 405,528 | 931,380        | 17.1                          | 5.2                       | 11.9                      | 1.4                        | 2.16       |
| 2016 | 79,814,871         | 1,316,204   | 422,964 | 893,240        | 16.6                          | 5.3                       | 11.3                      | 2.3                        | 2.11       |
| 2017 | 80,810,525         | 1,300,258   | 426,662 | 873,596        | 16.2                          | 5.3                       | 10.9                      | 1.5                        | 2.08       |
| 2018 | 82,003,882         | 1,256,282   | 426,785 | 829,497        | 15.4                          | 5.2                       | 10.2                      | 4.4                        | 2.00       |
| 2019 | 83,154,997         | 1,189,939   | 436,624 | 753,315        | 14.4                          | 5.3                       | 9.1                       | 4.8                        | 1.89       |
| 2020 | 83,614,362         | 1,117,942   | 509,048 | 608,894        | 13.4                          | 6.1                       | 7.3                       | -1.8                       | 1.77       |
| 2021 | 84,680,273         | 1,083,336   | 566,485 | 516,851        | 12.9                          | 6.7                       | 6.2                       | 6.4                        | 1.71       |
| 2022 | 85,279,553         | 1,035,795   | 504,839 | 530,956        | 12.2                          | 5.9                       | 6.3                       | 0.7                        | 1.63       |
| 2023 | 85,372,277         | 958,408     | 525,814 | 432,594        | 11.2                          | 6.2                       | 5.0                       | -3.9                       | 1.51       |

Las estadísticas de nacimientos de Turquía a partir de 2001 proceden de la base de datos del Sistema Administrativo Central de Población (MERNIS), disponible en línea.Las estadísticas de natalidad se actualizan continuamente porque MERNIS tiene una estructura dinámica.
En 2011 Turquía tuvo una tasa bruta de natalidad de 16,7 por 1000, en 2010 de 17,2, por debajo del 20,3 de 2001. La tasa global de fecundidad (TGF) en 2011 fue de 2,02 hijos por mujer, en 2010 de 2,05. La tasa bruta de natalidad en 2010 osciló entre 11,5 por 1000 en Mármara Occidental (TGF 1,52) (11,5;1,55 en 2011), similar a la vecina Bulgaria, y 27,9 por 1000 en Anatolia Sudoriental (TGF 3,53) (27,1;3,42 en 2011), similar a la vecina Siria. Del mismo modo, en 2012, la TGF osciló entre 1,43 en Kırklareli, y 4,39 en Şanlıurfa. Las estadísticas de mortalidad de MERNIS están disponibles a partir de 2009. Los datos de mortalidad anteriores a 2009 son incompletos.

### Estimaciones de la ONU

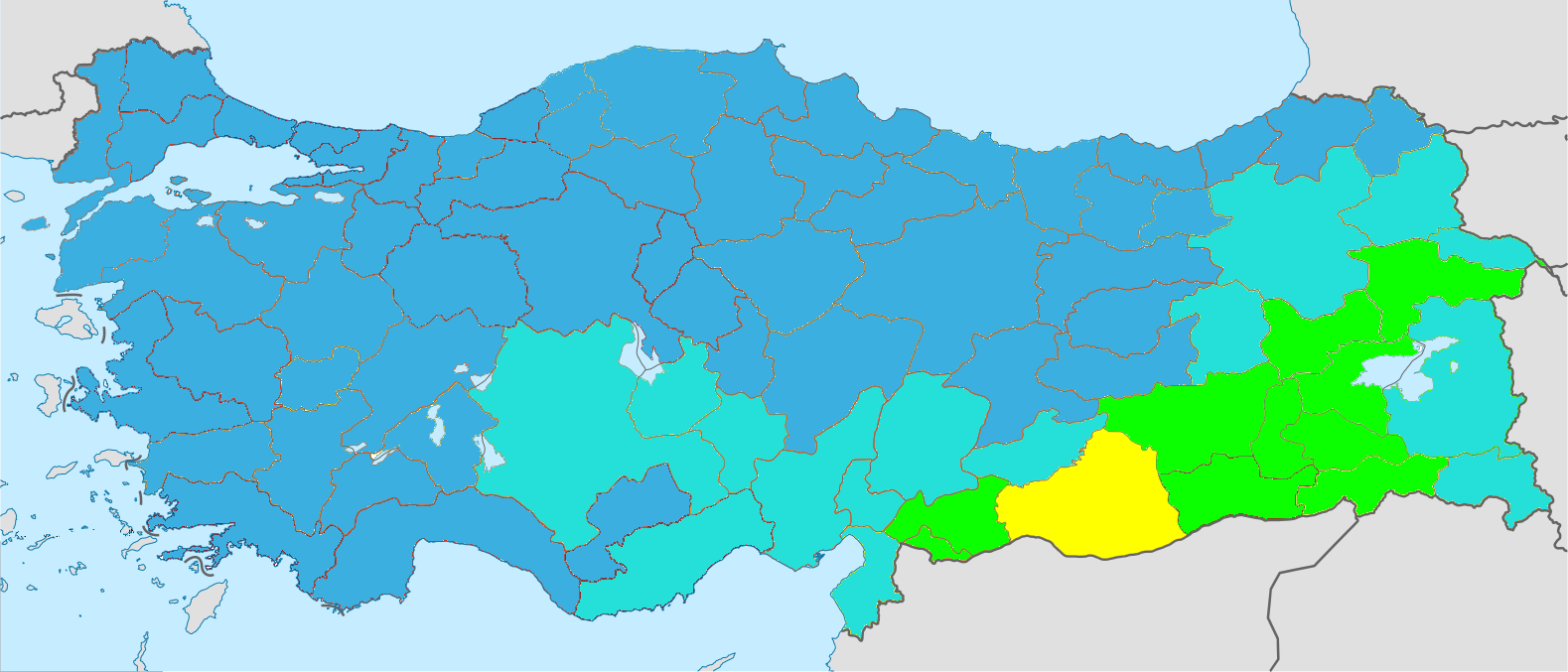
Tasa global de fecundidad por provincia de Turquía (2024)

| Período   | Nacimientos por año | Muertes por año | Cambio natural por año | TN*  | TM*  | CN*  | TF*  | TMI*  |
| --------- | ------------------- | --------------- | ---------------------- | ---- | ---- | ---- | ---- | ----- |
| 1950-1955 | 1 108 000           | 431 000         | 677 000                | 48.4 | 18.8 | 29.6 | 6.30 | 167.4 |
| 1955-1960 | 1 237 000           | 485 000         | 752 000                | 46.9 | 18.4 | 28.5 | 6.15 | 163.9 |
| 1960-1965 | 1 328 000           | 529 000         | 799 000                | 44.3 | 17.6 | 26.7 | 6.05 | 160.5 |
| 1965-1970 | 1 355 000           | 562 000         | 792 000                | 40.3 | 16.7 | 23.6 | 5.70 | 156.9 |
| 1970-1975 | 1 451 000           | 564 000         | 887 000                | 38.7 | 15.0 | 23.7 | 5.30 | 141.3 |
| 1975-1980 | 1 523 000           | 545 000         | 977 000                | 36.4 | 13.0 | 23.4 | 4.72 | 119.4 |
| 1980-1985 | 1 579 000           | 505 000         | 1 074 000              | 33.8 | 10.8 | 23.0 | 4.15 | 96.7  |
| 1985-1990 | 1 433 000           | 457 000         | 976 000                | 27.7 | 8.8  | 18.9 | 3.28 | 78.0  |
| 1990-1995 | 1 419 000           | 432 000         | 987 000                | 25.1 | 7.7  | 17.4 | 2.90 | 63.0  |
| 1995-2000 | 1 382 000           | 399 000         | 983 000                | 22.6 | 6.5  | 16.1 | 2.57 | 45.5  |
| 2000-2005 | 1 296 000           | 373 000         | 923 000                | 19.7 | 5.7  | 14.0 | 2.23 | 31.4  |
| 2005-2010 | 1 316 000           | 384 000         | 932 000                | 18.7 | 5.5  | 13.2 | 2.15 | 24.0  |

| 3 - 4 2 - 3 1.5 - 2 1 - 1.5 |

## Composición étnica y lingüística
No se dispone de datos precisos sobre los distintos grupos étnicos de Turquía. Los datos del último censo datan de 1965 y es posible que se hayan producido cambios importantes desde entonces. Con todo, está claro que los turcos étnicos siguen siendo mayoría en el siglo XXI, mientras que los mayores grupos minoritarios son los kurdos y los árabes. Las minorías más pequeñas son los laze, los armenios y los griegos.
| Idioma     | Censo 1935 | Censo 1935 | Censo 1945 | Censo 1945 | Censo 1965 | Censo 1965 |
| Idioma     | Número     | %          | Número     | %          | Número     | %          |
| ---------- | ---------- | ---------- | ---------- | ---------- | ---------- | ---------- |
| Turco      | 13.828.000 | 87,5       | 16.598.037 | 88,3       | 28.175.579 | 90,2       |
| Kurdo      | 1.473.000  | 9,3        | 1.476.562  | 7,9        | 2.108.721  | 6,9        |
| Zazaki     | 1.473.000  | 9,3        | 1.476.562  | 7,9        | 147.707    | 0,5        |
| Árabe      | 145.000    | 0,9        | 247.204    | 1,3        | 368.971    | 1,2        |
| Griego     | 109.000    | 0,7        | 88.680     | 0,5        | 49.143     | 0,2        |
| Circasiano | 92.000     | 0.6        | 66.691     | 0,4        | 57.337     | 0,2        |
| Ladino     | 79.000     | 0,5        | 51.019     | 0,3        | 9.124      | 0,0        |
| Armenio    | 77.000     | 0,5        | 56.179     | 0,3        | 32.484     | 0,1        |
| Laz        |            |            | 46.987     | 0.3        | 27.715     | 0,1        |
| Georgiano  |            |            | 40.076     | 0,2        | 32.334     | 0,1        |
| Abaza      |            |            | 8.602      | 0,0        | 10.643     | 0,0        |
| Otros      |            |            | 110.137    | 0,6        | 157.449    | 0,5        |
| Total      | 15.803.000 | 15.803.000 | 18.790.174 | 18.790.174 | 31.391.207 | 31.391.207 |

## Ley de Planificación de la Población de 1983
Durante la década de 1980 se produjo un alta y creciente incidencia del aborto inseguro en Turquía –con altas cifras de morbilidad y mortalidad de las mujeres embarazadas que practicaban el aborto inseguro-. Esta situación contribuyó decisivamente a la legalización del aborto a petición de la mujer dentro de las 10 semanas de gestación, mediante la promulgación de la Ley de Planificación de la Población de 1983. 
La constitución de la República de Turquía reconoce en su artículo 41 la igualdad de derechos entre los esposos, la especial protección de la madre y los hijos así como reconoce el derecho a la educación en la aplicación práctica de la planificación familiar. El aborto en Turquía es legal desde la publicación de la Ley de Planificación de la Población de 24 de mayo de 1983